# Paramysidia barbara
Paramysidia barbara är en insektsart som beskrevs av Broomfield 1985. Paramysidia barbara ingår i släktet Paramysidia och familjen Derbidae. Inga underarter finns listade i Catalogue of Life.